# イソノギク

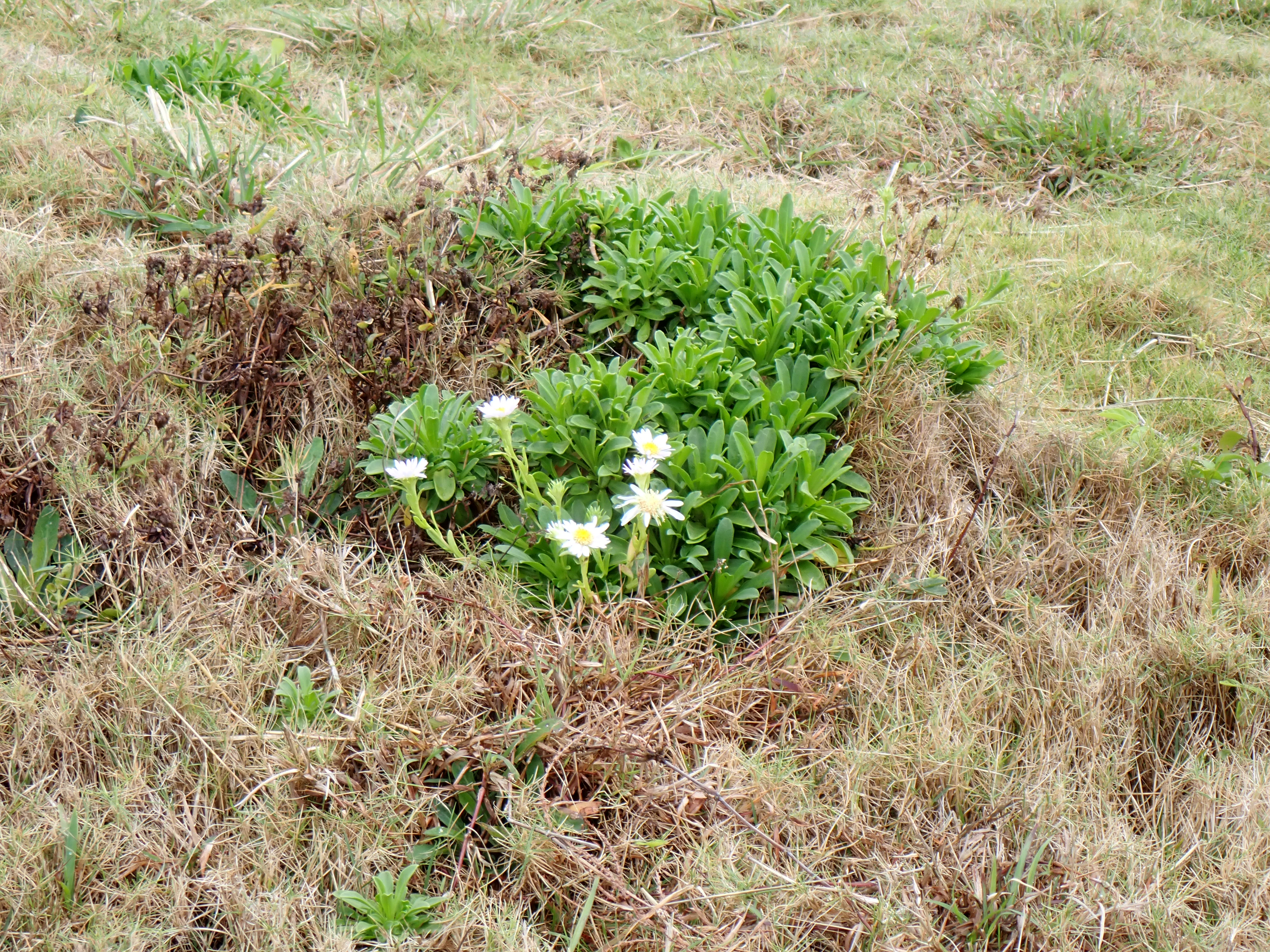
万座毛のイソノギク（2025年3月 沖縄県恩納村）

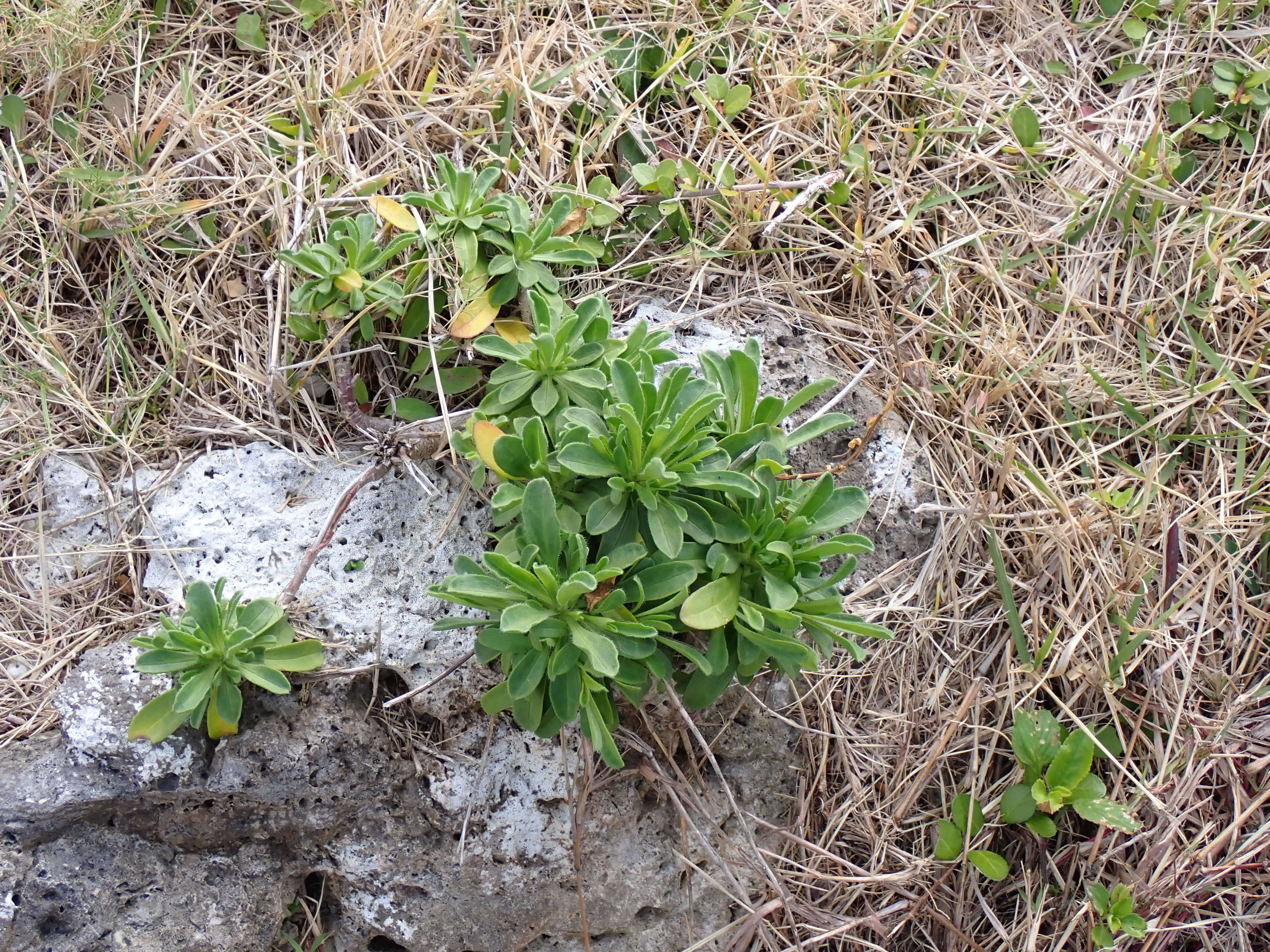
葉縁は毛が散生する（2025年2月 沖縄県恩納村）

イソノギク（学名：Aster asagrayi）はキク科シオン属の多年生草本。

## 下位分類（変種）
- イソノギク（狭義） A. asagrayi var. asagrayi 　基準変種。
- ヨナクニイソノギク A. asagrayi var. walkeri 　沖縄県与那国島に固有の変種で、茎葉に毛が密生する点で基準変種と区別される[2][3]。

いずれも環境省絶滅危惧IB類（EN）、沖縄県絶滅危惧IA類（CR）。
以下では基準変種のイソノギク（狭義）について記す。

## 特徴
高さ10–30 cm。茎は分枝し、斜上または地上を這う。花をつけない茎は短く、先にさじ型の根生葉をロゼット状につける。茎葉は互生し、へら型で無柄、やや多肉質で厚く、葉縁に毛が散生するが、葉の表裏は無毛。頭花は径25–35 mmで、白色～淡紫色の舌状花と黄色の管状花からなり、花茎の先端に単生または散房状につく。花はほぼ一年中みられるが、4–6月頃が多い。

## 分布と生育環境
南西諸島固有種で、鹿児島県奄美大島、加計呂麻島、徳之島、沖永良部島、沖縄県恩納村に分布。海岸の岩や断崖上にコウライシバ、シマアザミ、ツワブキなどとともに生育。生育地が限られ、観光客による踏みつけや園芸用の採集により減少。